# Neoapterocis mexicanus
Neoapterocis mexicanus là một loài bọ cánh cứng trong họ Ciidae. Loài này được Lopes-Andrade miêu tả khoa học năm 2007.